# Universität für Musik und darstellende Kunst Wien
Die Universität für Musik und darstellende Kunst Wien (mdw) ist eine österreichische Universität mit Sitz im III. Wiener Gemeindebezirk Landstraße, Anton-von-Webern-Platz 1. Sie ist nach eigenen Angaben die größte Kunstuniversität Österreichs und die größte Musikuniversität weltweit. Etwa 3100 Studierende werden von rund 850 Lehrern betreut. Sie ist in 25 Institute gegliedert, die künstlerische, künstlerisch-wissenschaftliche und rein wissenschaftliche Lehre anbieten. Rektorin ist Ulrike Sych.

## Geschichte

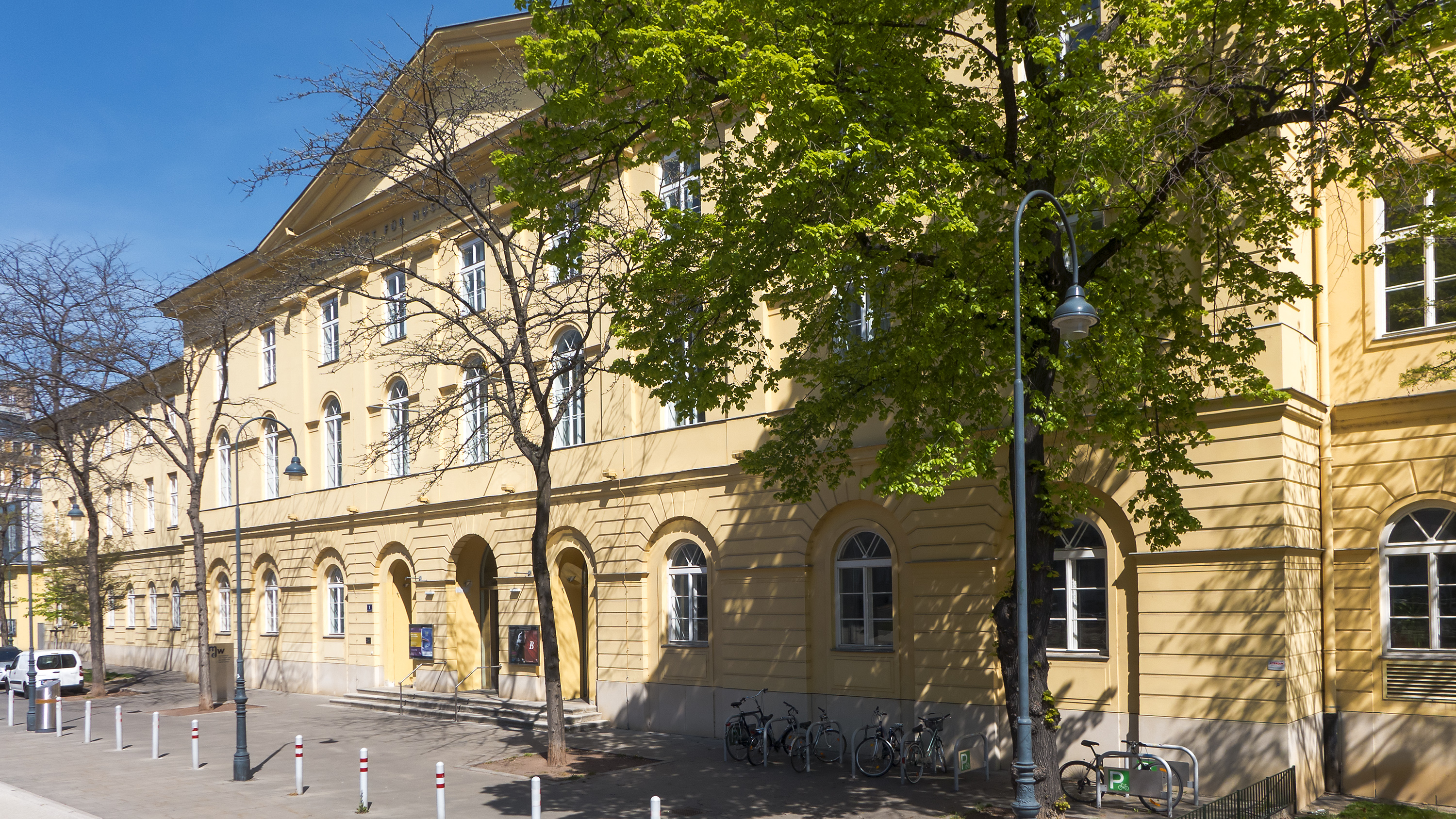
Die Universität für Musik und darstellende Kunst

1808 wurde erstmals über die Einrichtung eines Konservatoriums für Musik nach Pariser Vorbild diskutiert (Conservatoire de Paris). Die 1812 gegründete Gesellschaft der Musikfreunde in Wien machte sich dieses Unterfangen zu einer ihrer Hauptaufgaben, so dass bereits 1817 eine Singschule ins Leben gerufen werden konnte, die den Grundstein für eine solche Institution legte. Somit gilt 1817 auch als das offizielle Gründungsjahr der mdw. 1819 begann mit dem Engagement des Geigenprofessors Joseph Böhm der Instrumentalunterricht.

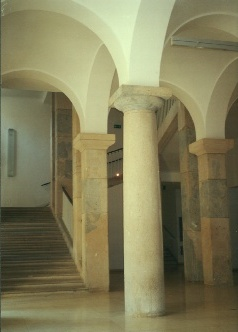
Säulenhalle zur Treppe, Kaiserstein

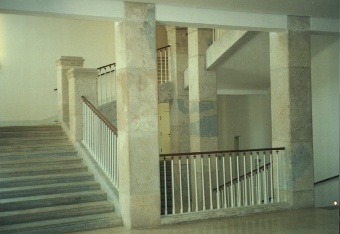
Pfeilertreppe um offenen Schacht, Kaiserstein

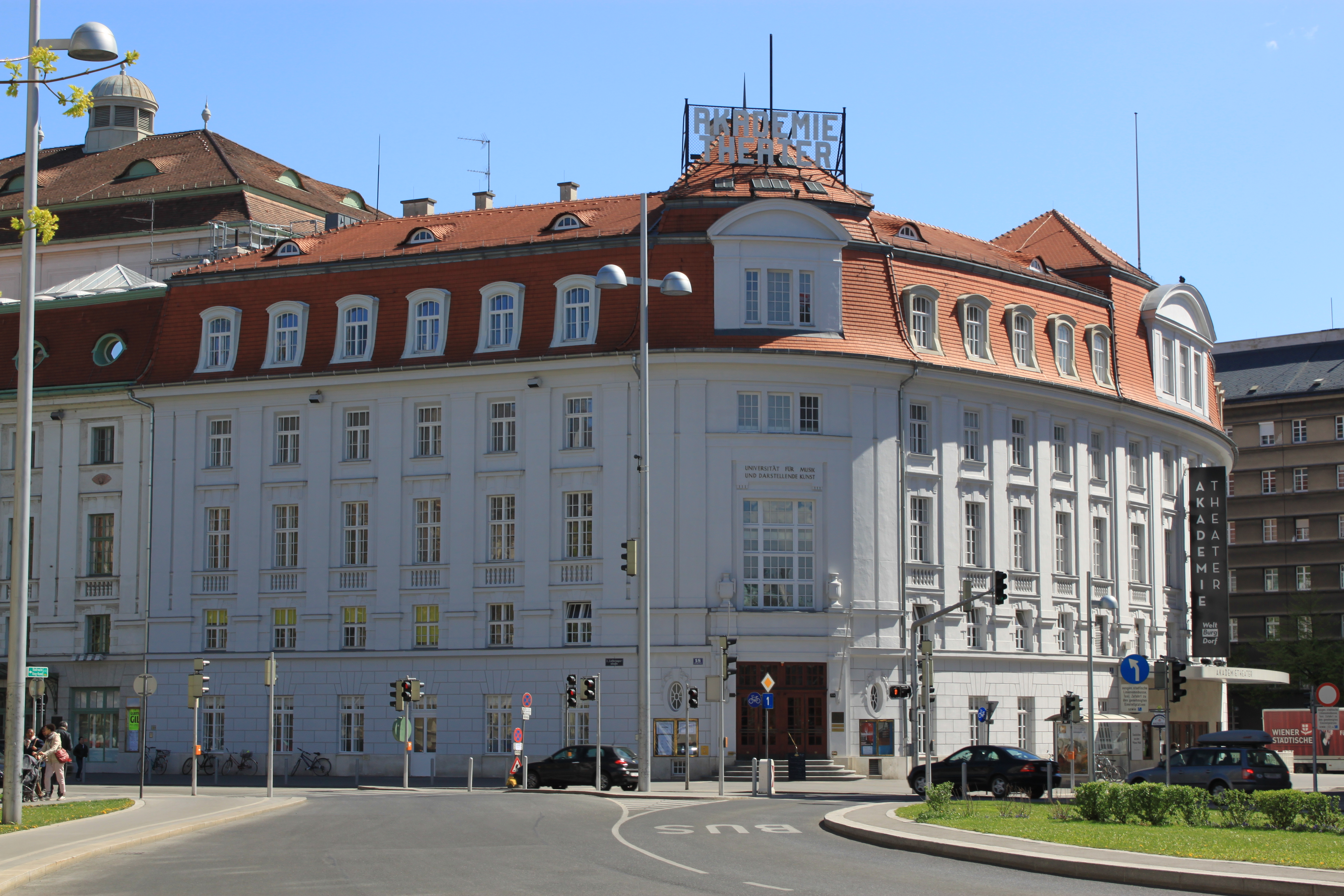
Institutsgebäude und ehem. Hauptgebäude samt Akademietheater, Lothringerstraße 18

Mit kurzen Unterbrechungen wurde im Laufe des 19. Jahrhunderts das Lehrangebot massiv ausgebaut, so dass in den 1890er Jahren bereits über 1000 Studierende gezählt werden konnten. Im Jahr 1909 wurde dieses private Institut auf Entschließung des Kaisers verstaatlicht und hieß nun k.k. Akademie für Musik und darstellende Kunst.
Mit der Verstaatlichung erhielt sie auch ein eigenes Haus: In Zusammenarbeit mit der Wiener Konzerthausgesellschaft wurde ab 1912 in der Lisztstraße ein Gebäude mitsamt einer Probebühne (heute: Akademietheater) errichtet, welches bereits im Jänner 1914 bezogen werden konnte. Nach dem Ersten Weltkrieg hieß die Institution dann Staatsakademie (1919). Im Jahr 1928 wurde die Akademie um ein Schauspielseminar (Reinhardt-Seminar) und ein Musikpädagogisches Seminar erweitert. Zwischen 1938 und 1945 wurde sie als Reichshochschule unter Ausschluss jüdischer Lehrender und Studierender weitergeführt.
Nach dem Krieg 1946 wurde die Institution wieder eine Kunstakademie, von 1970 bis 1998 wurde sie als Hochschule für Musik und darstellende Kunst bezeichnet, seit 1998 ist sie Universität.
Im Jahr 1952 etablierte Walter Kolm-Veltée einen Sonderlehrgang für Filmgestaltung. 1960 kam eine Filmklasse, geführt von Hans Winge, hinzu. 1963 wurden die beiden Lehrgänge in der neu gegründeten Abteilung Film und Fernsehen zusammengefasst. Es folgten weitere zusätzliche Lehrgänge, und seit 1998 ist die Abteilung auch als Filmakademie Wien bekannt.

## Standorte
Neben dem Hauptcampus am Anton-von-Webern-Platz 1 im dritten Bezirk gehören zur mdw folgende Niederlassungen:
- Ungargasse 14 im 3. Bezirk, an den Hauptcampus angeschlossen
- Singerstraße 26 (ident Seilerstätte 8) im 1. Bezirk
- Seilerstätte 26 (ident Johannesgasse 8, mit Barockkirche St. Ursula) im 1. Bezirk
- im Salesianerinnenkloster am Rennweg 8 im 3. Bezirk
- Metternichgasse 12 im 3. Bezirk
- im Akademietheater in der Lothringerstraße 18 im 3. Bezirk
- im Schönbrunner Schlosstheater im 13. Bezirk
- im Palais Cumberland in der Penzinger Straße 7–9 im 14. Bezirk

## Campus
Der monumentale, funktionelle Zweckbau in den nüchternen, klassizierenden Formen des Hofbauamtes, am ehemaligen Wiener Neustädter Kanal (der heutigen S-Bahn-Trasse) gelegen, führt seit der Platzbenennung 1998 die Adresse Anton-von-Webern-Platz 1.
1776 wurde hier auf Anregung von Kaiser Joseph II. in der ehemaligen Jesuitenmeierei ein Tierspital errichtet. 1821–1823 erfolgte ein Neubau durch Johann Nepomuk Amann. Das Hauptgebäude erstreckt sich mit langer Fassade zur Linken Bahngasse (zur Bauzeit noch am 1803 eröffneten Kanal); zahlreiche Zubauten folgten. Einen Großauftrag erhielten die Kaisersteinbrucher Steinmetzmeister, die die geräumige Eingangshalle mit toskanischen Säulen, Pilastern und gekuppelten Pfeilern ausstatteten und die weiträumige Pfeilerstiege um einen offenen Schacht schufen, alles aus hellem Kaiserstein mit den typischen blau durchscheinenden Einschlüssen. Bis 1975 war das Gebäude Sitz der Tierärztlichen Hochschule, von 1975 an der Veterinärmedizinischen Universität.
1996 wurde das Gebäude als neuer Sitz der Universität für Musik und darstellende Kunst Wien gewählt und generalrenoviert.

## Sommercampus
Die isa – Internationale Sommerakademie ist der musikalische Sommercampus der Universität. Mehr als 300 Studierende aus über 40 Nationen nehmen zwei Wochen lang an hochkarätig besetzten Meisterkursen in der Semmeringregion und in Wien teil. Der Sommercampus wurde 1991 als Initiative von Michael Frischenschlager gegründet. Die isa hatte zum Ziel, besonders begabten jungen Studierenden, vor allem aus den Mittel- und Osteuropäischen Ländern (CEE-Länder), musikalische Begegnungen zu ermöglichen und internationale Beziehungen aufzubauen. Seit 2005 ist Johannes Meissl künstlerischer Leiter der isa. Seit 2013 gibt es Spezialabteilungen der isa: isaOperaVienna und isaScience. Die isaScience ist das Forum der wissenschaftlichen Institute der mdw, das zu den Jahresthemen der isa abgehalten wird und sowohl die Öffentlichkeit, als auch Dissertanten der mdw und international anspricht. Die Spezialisierung isaOperaVienna bietet Gesangskurse in Kooperation mit dem Institut für Gesang und Musiktheater.

## Institute
- 01 Institut für Kompositionsstudien, Ton- und Musikproduktion
- 02 Institut für Musikleitung
- 03 Institut für Musikwissenschaft und Interpretationsforschung
- 04 Institut für Konzertfach Klavier
- 05 Fritz Kreisler Institut für Konzertfach Streichinstrumente, Gitarre und Harfe
- 06 Leonard Bernstein Institut für Konzertfach Blas- und Schlaginstrumente
- 07 Joseph Haydn Institut für Kammermusik und Neue Musik
- 08 Institut für Orgel, Orgelforschung und Kirchenmusik
- 09 Institut für Gesang und Musiktheater
- 10 Institut für Schauspiel und Schauspielregie – (Max Reinhardt Seminar)
- 11 Institut für Film und Fernsehen –  (Filmakademie Wien)
- 12 Institut für musikpädagogische Forschung und Praxis
- 13 Institut für Musik- und Bewegungspädagogik/Rhythmik sowie Musikphysiologie (MRM)
- 14 Institut für Musiktherapie
- 15 Institut für Popularmusik
- 16 Ludwig van Beethoven Institut für Klavier und Cembalo in der Musikpädagogik
- 17 Alma Rosé Institut für Streichinstrumente, Gitarre und Harfe in der Musikpädagogik
- 18 Franz Schubert Institut für Blas- und Schlaginstrumente in der Musikpädagogik
- 19 Antonio Salieri Institut für Gesang und Stimmforschung in der Musikpädagogik
- 20 Anton Bruckner Institut für Chor- und Ensembleleitung sowie Tonsatz in der Musikpädagogik
- 21 Institut für Volksmusikforschung und Ethnomusikologie
- 22 Institut für musikalische Akustik – Wiener Klangstil
- 23 Institut für Musiksoziologie
- 24 Institut für Kulturmanagement und Gender Studies (IKM)
- 25 Institut für Alte Musik

## Wissenschaft
Neben der künstlerischen Ausbildung bilden die wissenschaftliche Institute, (bzw. Ordinarien und Dozenten mit der großen Lehrbefugnis) einen wesentlichen Anteil am universitären Schaffen. Das Promotionsrecht wird an der mdw im Studiengang PhD realisiert. Fachbereiche wissenschaftlicher Arbeiten sind hierbei:
| - Dramaturgie - Filmwissenschaft - Gender-Studies - Geschichte und Theorie der Popularmusik - Gregorianik und Liturgik - Historische Musikwissenschaft (inkl. Analyse, Musiktheorie und Harmonikale Forschung) - Stilkunde und Aufführungspraxis - Interpretationsforschung - Kulturbetriebslehre | - Musikalische Akustik - Musikpädagogik - Musiksoziologie - Musiktheorie - Musiktherapie - Systematische Musikwissenschaft - Volksmusikforschung, Ethnomusikologie |

## Persönlichkeiten
Seit ihrer Gründung 1817 hat die heutige Universität viele bekannte Absolventen hervorgebracht. Siehe Kategorie:Absolvent der Universität für Musik und darstellende Kunst Wien. Darunter sind bzw. waren unter anderen Claudio Abbado, Peter Alexander, Paul Basonga, Gertrud Burgsthaler-Schuster, Mimi Coertse, Donald Covert, Anton Dawidowicz, Angelika Kirchschlager, Johanna Mahaffy, Gustav Mahler, Zubin Mehta, Tobias Moretti, Kirill Petrenko, Heinrich Schiff, Kurt Schwertsik und Hans Swarowsky.
Unter anderen lehrten bzw. lehren hier Klaus Maria Brandauer, Anton Bruckner, Gottfried von Einem, Michael Haneke, Heinrich Schiff, Wolfgang Schneiderhan und Wolfgang Schulz.
2011 erhielt Walter Deutsch ein Ehrendoktorat. 2021 wurde Evelyn Torton Beck mit einem Ehrendoktorat ausgezeichnet.

## Sonstiges
Im QS World University Ranking by Subject wurde die Universität 2016 im Fach Performing Arts weltweit auf Platz zwei gereiht, 2017 auf Platz fünf und 2018 auf Platz vier. 2019 belegte sie zusammen mit der Juilliard School Platz eins.